# Afandou
Afandou (griechisch Αφάντου (n. pl.)) ist eine Stadt an der Ostküste der Insel und Gemeinde Rhodos und Sitz des gleichnamigen Gemeindebezirks in der griechischen Region Südliche Ägäis. Sie liegt etwa 15 Kilometer von der Inselhauptstadt Rhodos entfernt. 
Ursprünglich lag der Ort am Meer. Die Ortsgemeinschaft entschloss sich aber nach mehreren Piratenüberfällen im 7. Jahrhundert ihren Ort ins Landesinneren hinter Berghügel zu verlegen. Der Ortsname leitet sich deshalb auch von afantis (griechisch αόρατος = unsichtbar) ab, weil Afandou vom Meer nicht einsehbar ist.
Afandou wurde zusammen mit Kolymbia 1946 als selbständige Landgemeinde (kinotita) anerkannt, 1994 zur Stadtgemeinde (dimos) erhoben und 1997 mit dem im Inselinneren gelegenen Nachbarort Archipoli zusammengelegt. Zum 1. Januar 2011 wurde Afandou ein Gemeindebezirk der nunmehr die gesamte Insel umfassenden Gemeinde Rhodos. Dieser teilt sich in den Stadtbezirk Afandou (Δημοτική Κοινότητα Αφάντου, mit Kolymbia) und die Ortsgemeinschaft Archipoli (Τοπική Κοινότητα Αρχιπόλεως).
Seit dem 16. Oktober 2001 gibt es eine offizielle Städtepartnerschaft mit der deutschen Stadt Gummersbach in Nordrhein-Westfalen, in der es seitdem einen Afandou-Platz gibt. Umgekehrt gibt es in Afandou, von wo aus in den 1950er- und 1960er-Jahren viele griechische Gastarbeiter nach Gummersbach gingen, einen Gummersbacher Platz. Außerdem besteht eine Partnerschaft mit Burg in Sachsen-Anhalt, die wiederum eine Partnerschaft mit Gummersbach hat.
Östlich von Afandou befindet sich zwischen der Ethniki Odos 95 und der Küste der einzige Golfplatz der Insel. Die 18-Loch-Anlage ist seit 1973 in Betrieb, sie wurde von dem Golfplatzarchitekten Donald Harradine geplant.

## Gliederung
| Stadtbezirk Ortsgemeinschaft | griechischer Name           | Code     | Fläche (km²) | Einwohner 2001 | Einwohner 2011 | Dörfer und Siedlungen |
| ---------------------------- | --------------------------- | -------- | ------------ | -------------- | -------------- | --------------------- |
| Afandou                      | Δημοτική Κοινότητα Αφάντου  | 69010401 | 27,801       | 5933           | 6329           | Afandou, Kolymbia     |
| Archipoli                    | Τοπική Κοινότητα Αρχιπόλεως | 69010402 | 22,884       | 0779           | 0582           | Archipoli             |
| Gesamt                       | Gesamt                      | 690104   | 50,685       | 6712           | 6911           |                       |